# Gackt
Gakuto Oshiro (em japonês: 大城ガクト; romaniz.: Ōshiro Gakuto; nascido em Okinawa, Japão, em 4 de julho de 1973), mais conhecido pelo nome artístico Gackt (em japonês: 楽斗; romaniz.: Gakuto) ou Gackt Camui (em japonês: 神威 楽斗; romaniz.: Kamui Gakuto; estilizado como Camui Gackt), é um cantor, músico, compositor, produtor e ator japonês. Sua primeira banda a adquirir renome foi a Malice Mizer. Atualmente, segue carreira solo.
Além de atuações em sua língua japonesa, ele tem interpretações em inglês, francês, coreano, mandarim e cantonês. O cantor costumava dizer que havia nascido em 1540, mas revelou recentemente que nasceu em 1973.

## Carreira
Gackt começou sua carreira musical ao ingressar na banda Cains:Feel como baterista. Ele dominava outros instrumentos, mas na época gostava mais de bateria. Pouco tempo depois de entrar na banda, Gackt torna-se vocalista da mesma, incentivado por seu amigo e colega de grupo, o guitarrista You.
Sua carreira teve grande impulso ao entrar para a Malice Mizer em 1995. O grupo tornou-se major (termo usado para bandas que deixam de ser independentes) em 1997 e o sucesso era crescente. Mas constantes desentendimentos e discussões entre Gackt e os outros membros da banda fizeram com que ele saísse no final de 1998.

### Carreira solo (1999-presente)

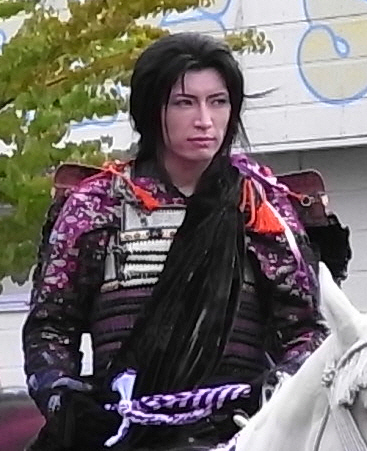
Gackt em 2008, na cidade de Joetsu.

Já com um bom destaque na mídia, iniciou sua carreira solo em 1999. Ele arranjou uma banda-suporte, o Gackt Job, e lançou seu primeiro CD solo, o mini álbum Mizerable.
Gackt passou a fazer muito mais sucesso solo do que quando atuava na Malice Mizer, lançando CDs e vídeos e fazendo aparições em TVs e revistas.
Um dos singles de 2001 é sua famosa música natalina, "12 Gatsu no Love song", cuja versão cantada em inglês, "December Love", foi lançada um ano depois.
No ano de 2003 Gackt filmou, junto com Hyde (vocalista do L'Arc~en~Ciel) um longa metragem chamado Moon Child, grande sucesso nos cinemas asiáticos que rendeu um DVD triplo. No mesmo ano, Gackt dublou um personagem do OVA do anime Hokuto no Ken intitulado "Shin Hokuto no Ken" (neste OVA Gackt dubla Seiji), e protagonizou um jogo para PlayStation 2 no estilo aventura chamado Bujingai, lançado no Japão e nos EUA.
Em 2004, enquanto Gackt assumia um lado mais "balada" nas músicas, o filme Moon Child foi lançado nos EUA em DVD e VHS. O single 12 Gatsu no Love song foi relançado com uma versão em coreano da música.
Gackt também deu voz a um vocaloid, Kamui Gackpoid.
Em 8 de setembro de 2021, foi anunciado que Gackt iniciou um hiato indefinido devido a problemas de saúde. Sem muitos detalhes foi divulgado que o mesmo sofre de um problema neurológico que acomete ao cantor desde sua juventude e devido a uma piora em seu quadro clínico que levou a uma disfonia, que nada mais é do que a dificuldade em se sustentar a voz na fala e no canto, a assessoria de imprensa do cantor em conjunto com o próprio resolveu anunciar a pausa por tempo indeterminado de sua carreira.

## Vida pessoal

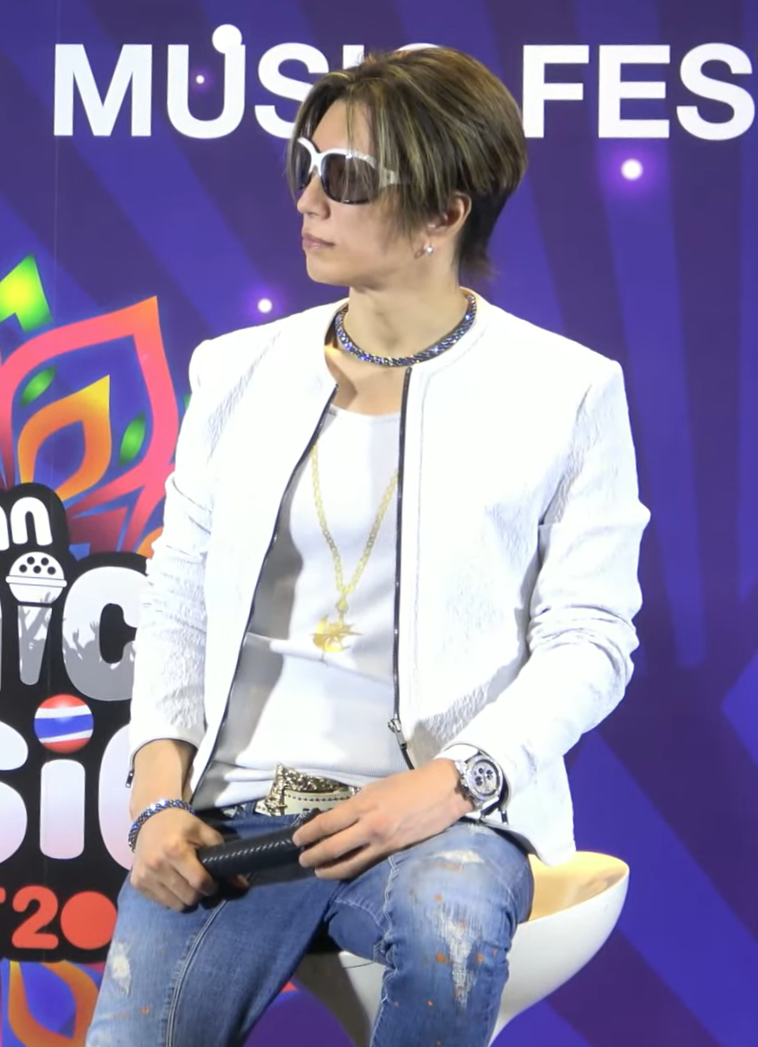
Gackt em 2023.

Gackt é da etnia Uchinanchu, ou seja, Ryukyuano, e expressa orgulho disso. Quando jovem, sofreu discriminação no Japão por conta disso, mas contou que não teve efeito negativo sobre ele. Alegadamente, ele sofreu discriminação como asiático em um hotel em Paris em 2015. Seu objetivo de vida e carreira declaradamente é dar esperança às pessoas, conectando-as e unindo os países asiáticos.
Aos 20 anos, Gackt foi casado por um breve período com uma mulher sul-coreana, e seu "último grande caso de amor", que terminou em 2014, reportadamente foi com a cantora sul-coreana nascida no Japão Lee Ahyumi.
Gackt viveu a maior parte de sua vida em Tóquio, Japão. Em 2012 mudou-se para as Filipinas e Hong Kong, enquanto sua residência principal é localizada na Malásia, onde possui uma mansão de 1.700 metros quadrados situada em uma área residencial nos arredores de Kuala Lumpur. Em 2022 foi anunciado o projeto e a construção de uma nova mansão de Gackt na Malásia.
Além de japonês, o cantor fala mandarim, coreano, inglês e um pouco de francês. Ele possui faixa preta de segundo grau em taekwondo da ITF, além de experiência em outras artes marciais como caratê, boxe, jiu-jitsu entre outras. Nos últimos anos, ele adquiriu o hobby de jogar pôquer e desde 2017 joga competitivamente em torneios ao vivo, com seu maior prêmio sendo US$ 75.600 ao terminar em quarto lugar no Aria High Roller, em Las Vegas.
Ele afirmou que seu modo de vida filosófico é semelhante ao Buxido japonês e que sua crença religiosa particular está próxima à um deus da natureza. Sua família acreditava que os membros falecidos se tornavam deuses e deveriam venerá-los. Portanto, há duas concepções da religião de Ryukyu em Okinawa, seja para venerar os ancestrais ou a natureza. Na prática, é um reconhecimento de tudo o que cerca as pessoas, o “amor pela natureza”. Todos os anos, com cerca de 20 a 30 funcionários seus, Gackt limpa o túmulo Monchū de sua família nas profundezas das montanhas ao sul de Okinawa, de onde seus ancestrais se originaram. O altar da sua família fica ao norte porque seu bisavô fundou uma cidade lá.

## Discografia

### Cains:Feel

#### Demos
- 1994 - Lie (tape - demo tape)
- Nyan Nyan Family (tape - demo tape)
- Etude (tape - demo tape)
- Marine Blue Kaze Bi Dakarete (tape - demo tape)

2011
- 13/07 - Episode.02010
- ***2009
- 06/07 - Flower (Single)
- 01/07 - Flower (Single - Dears)
- 24/06 - Lost Angels (Single)
- 24/06 - Lost Angels (Single - Dears)
- 17/06 - Faraway (Single)
- 17/06 - Faraway (Single - Dears)
- 10/06 - Koakuma Heaven (Single)
- 10/06 - Koakuma Heaven (Single - Dears)
- 25/03 - Journey Throught the Decade (CD Maxi Single)
- 25/03 - Journey Throught the Decade (CD-DVD Maxi Single)
- 09/03 - Slo-Pachinko Gloadiator Evolution OST (Album)
- 28/01 - Ghost (Maxi Single)
- 21/01 - Ghost (Maxi Single - Dears)
- 14/01 - Platinum Box IX (DVD)2008
- 24/12 - Platinum Box IX (DVD - Dears)
- 03/12 - Jesus (Maxi Single)
- 26/11 - Jesus (Maxi Single - Dears)
- 29/10 - Nine*Nine (Album)
- 21/05 - Amagakeru ryu no gotoku ~ Kenshin (DVD)
- 12/05 - Amagakeru ryu no gotoku ~ Kenshin (DVD - Dears)
- 07/03 - Platinum Box VIII (DVD)2007
- 24/12 - Platinum Box VIII (DVD - Dears)
- 19/12 - 0079-0088 (Album - Limited Edition)
- 19/12 - 0079-0088 feat. Amuro Ray (Album - Limited Edition)
- 19/12 - 0079-0088 feat. Char Aznable (Album - Limited Edition)
- 04/07 - Gackt Training Days 2006 D.R.U.G. Party (DVD)
- 04/07 - Gackt Training Days 2006 D.R.U.G. Party (DVD - Dears)
- 20/06 - Returner ~Yami no Shuuen~ (Maxi Single - Limited Edition)
- 20/06 - Returner ~Yami no Shuuen~ (Maxi Single)
- 07/02 - No Ni Saku Hana No You Ni (Maxi Single - Limited Edition)
- 07/02 - No Ni Saku Hana No You Ni (Maxi Single)2006
- 13/12 - 12 Tsuki No Love Songs (Album - Complete Box)
- 12/12 - Platinum Box VII (DVD)
- 25/10 - Mars (CD)
- 01/11 - Rebirth (CD)
- 08/11 - Moon (CD)
- 15/11 - Crescent (CD)
- 22/11 - Diabolos (CD)
- 23/08 - Gackt The Greatest Filmography 1999-2006 ~Red~ (DVD)
- 23/08 - Gackt The Greatest Filmography 1999-2006 ~Blue~ (DVD)
- 29/03 - Gackt Live Tour 2005.12.24 Diabolos (DVD)
- 01/03 - Love Letter (Maxi Single)
- 25/01 - Redemption (DVD)
- 25/01 - Redemption (Maxi Single)

2005
- 07/12 - Platinum Box VI (DVD)
- 21/09 - Diabolos (Album)
- 10/08 - Todokanai ai to Shitteita no ni Osaekirezu ni Aishitsuzuketa (Maxi Single)
- 10/08 - Kekkon no keiyaku OST (Album V.A.)
- 25/05 - Metamorphoze (DVD)
- 25/05 - Metamorphoze (Maxi Single)
- 27/04 - Black Stone (Maxi Single)
- 14/02 - Love Letter (Maxi Single)
- 26/01 - Arittake no Ai De (Maxi Single)

2004
- 15/12 - Platinum Box V
- 08/12 - 12 Tsuki no Love Song (Maxi Single)
- 27/10 - Kimi ni aitakute (Maxi Single)
- 15/09 - Gackt Live Tour 2007 - The Sixth Day & Seventh Night - Final (DVD)
- 26/05 - The Seventh Night Unplugged (Album)
- 25/02 - The Sixth Day Single Collection (Album)

2003
- 17/12 - Platinum Box IV (DVD)
- 03/12 - 12 Tsuki no Love Song (Maxi Single)
- 03/12 - Crescent (Album)
- 12/11 - Last Song (Maxi Single)
- 18/09 - Jougen no Tsuki - Saishu-Shou (DVD)
- 18/09 - Jougen no Tsuki - Saishu-Shou (VHS)
- 06/08 - Gekko (DVD)
- 06/08 - Gekko (VHS)
- 25/06 - Lu:na/Oasis (Maxi Single)
- 11/06 - Tsuki no Uta (Maxi Single)
- 19/03 - Kimi ga oikaketa yume (Maxi Single)
- 19/03 - Gackt Live Tour 2002 Kagen no tsuki ~ seiya no shirabe ~ (DVD)
- 19/03 - Gackt Live Tour 2002 Kagen no tsuki ~ seiya no shirabe ~ (VHS)

2002
- 21/12 - Platinum Box III (DVD)

- 27/11 - 12 Tsuki no Love Song (Maxi Single)
- 19/06 - Moon (Album)
- 24/04 - Wasurenaikara (Maxi Single)
- 20/03 - Vanilla (Maxi Single)
- 01/03 - ??(????) (VHS)

2001
- 21/12 - Platinum Box II (DVD)
- 21/12 - Platinum Box II (VHS)
- 16/12 - 12 Tsuki no Love Song (Maxi Single)
- 30/11 - Requiem et Reminiscence ~Death and Silence~ (DVD)
- 28/11 - Requiem et Reminiscence ~Death and Silence~ (VHS)
- 05/09 - Another World (Maxi Single)
- 27/06 - Rebirth (Album - Limited Edition)
- 21/06 - Saisei to shuen (VHS)
- 25/04 - Rebirth (Album)
- 14/03 - Kimi no tame ni dekiru koto (Maxi Single)

2000
- 16/12 - Platinum Box I (CD/VHS - Limited Edition)
- 16/12 - Platinum Box I (DVD - Limited Edition)
- 22/11 - Mars (DVD)
- 16/11 - Secret Garden (Maxi Single)
- 04/10 - Mars (DVD)
- 30/08 - Saikai ~ Story ~ (Maxi Single)
- 28/06 - Video Mirror.Oasis (VHS)
- 26/04 - Mars (CD)
- 08/03 - Sekirei ~ seki-ray ~ (Maxi Single)
- 16/02 - Oasis (Maxi Single)
- 09/02 - Mirror (Maxi Single)

1999
- 08/12 - Video Vanilla (VHS)
- 09/11 - Remix of Gackt (Maxi Single)
- 11/08 - Vanilla (Single)
- 09/07 - Mizerable (Single)
- 30/06 - Mizerable Single Box (Single)
- 12/05 - Mizerable (Album)

### Singles
- 2009 - The Next Decade (CD - Maxi-Single)
- 2009 - Faraway (CD - Maxi-Single)
- 2009 - Koakuma Heaven (CD - Maxi-Single)
- 2009 - Journey through the Decade (CD - Single)
- 2008 - Jesus (CD - Maxi-Single)
- 2008 - Jesus (CD + DVD - c-Single)
- 2007 - No Ni Saku Hana No You Ni (CD - Maxi-Single)
- 2007 - No Ni Saku Hana No You Ni (CD + DVD - Maxi-Single)
- 2007 - Returner -Yami No Shuuen- (CD - Maxi-Single)
- 2006 - Love Letter (CD - Maxi-Single)
- 2006 - Redemption (CD - Maxi-Single)
- 2006 - Redemption (CD + DVD - Maxi-Single)
- 2005 - Todokanai Ai To Shitteitai Noni Osaekirezuni Aishitsuzuketa (CD - Maxi-Single)
- 2005 - Metamorphoze (CD - Maxi-Single)
- 2005 - BLACK STONE (CD - Maxi-Single)
- 2004 - Arittake No Ai De (CD - Maxi-Single)
- 2004 - 12gatsu No Love Song (CD - Maxi-Single)
- 2004 - Kimi Ni Aitakute (CD - Maxi-Single)
- 2003 - 12gatsu No Love Song (CD - Maxi-Single)
- 2003 - Last Song (CD - Maxi-Single)
- 2003 - Lu:Na / Oasis (CD - Maxi-Single)
- 2003 - Tsuki No Uta (CD - Maxi-Single)
- 2003 - Kimi Ga Oikaketa Yume (CD - Maxi-Single)
- 2002 - 12gatsu no Love Song (CD - Maxi-Single)
- 2002 - Wa-su-re-na-i-ka-ra (CD - Maxi-Single)
- 2002 - Vanilla (CD - Maxi-Single)
- 2001 - 12gatsu No Love Song (CD - Maxi-Single)
- 2001 - ANOTHER WORLD (CD - Maxi-Single)
- 2001 - Kimi No Tame Ni Dekiru Koto (CD - Maxi-Single)
- 2000 - Secret Garden (CD - Maxi-Single)
- 2000 - Saikai ~Story~ (CD - Maxi-Single)
- 2000 - Seki-Ray (CD - Maxi-Single)
- 2000 - OASIS (CD - Maxi-Single)
- 2000 - Mirror (CD - Maxi-Single)
- 1999 - Vanilla (CD - Single)
- 1999 - Mizerable (CD - Maxi-Single)

### Box
- 2005 - PLATINIUM BOX VI (vários)
- 2004 - PLATINUM BOX V (vários)
- 2003 - PLATINUM BOX IV (vários)
- 2002 - PLATINUM BOX III (vários)
- 2001 - PLATINUM BOX II (vários)
- 2000 - PLATINUM BOX I (vários)
- 1999 - Mizerable Single Box (vários)

### DVD
- 2006 - Live Tour 2005 Diabolos (DVD - concerto)
- 2004 - Gackt Live Tour 2004 THE SIXTH DAY & SEVENTH NIGHT ~FINAL~ (DVD - concerto)
- 2003 - MOON CHILD (DVD - vários)
- 2003 - Jougen no Tsuki Tour - Live (DVD - concerto)
- 2003 - Gekkou (DVD - PVs)
- 2003 - Gackt Live Tour 2002 kagen no tsuki - seiya no shirabe (DVD - concerto)
- 2001 - Requiem et ReMiniscence -shuen to seijaku- (DVD - concerto)
- 2000 - MARS sora kara no hômonsha (DVD - concerto)

### VHS
- 2003 - Jougen No Tsuki Tour - Live (VHS - concerto)
- 2003 - Gekkou (VHS - PVs)
- 2003 - Gackt Live Tour 2002 Kagen No Tsuki - Seiya No Shirabe (VHS - concerto)
- 2002 - soyokaze (VHS - PVs)
- 2001 - Requiem et ReMiniscence -Shuen To Seijaku- (VHS - concerto)
- 2001 - Saisei To Shyuuen (VHS - vários)
- 2000 - MARS Sora Kara No Houmonsha (VHS - making of)
- 2000 - Mirror OASIS (VHS - PVs)
- 1999 - Vanilla (VHS - vários)

## Livros
- 2006 - Gackt 2005 TOUR DOCUMENT BOOK“DIABOLOS~aien no shi~ (documentário)
- 2004 - Crescent (art-book)
- 2003 - Subarashiki Kana Jinsei 2 (art-book)
- 2003 - MOON CHILD (Chinkonka) Requiem hen (vários)
- 2003 - Jihaku - Shougeki No Jiden (vários)
- 2003 - HYDE & GACKT - MOON CHILD (vários)
- 2003 - Kimi Ga Oikaketa Yume (score book)
- 2003 - Kagen No Tsuki ~2002 Final Live~ Jougen No Tsuki ~2003 Live Tour (art-book)
- 2002 - JUST BRING IT! LIVE TOUR 2002 (art-book)
- 2001 - 2001 TOUR DOCUMENT BOOK ? Requiem et ReMiniscence ~chinkon to saisei~ (art-book)
- 2001 - Subarashikika Na Jinsei (art-book)
- 2001 - The Air Moon ~Hakuchuu No Tsuki~ (art-book)
- 2000 - For Dears ~Féter Nos Retrouvailles~ (art-book)
- 1999 - Mizérable ~Unmei~ (art-book)
- 1999 - Mizérable ~Hishou~ (art-book)